# Das letzte Rezept
Das letzte Rezept ist ein 1951 entstandenes, deutsches Filmdrama von Rolf Hansen mit Heidemarie Hatheyer und O. W. Fischer in den Hauptrollen. Die Ballerina Sybil Werden spielte die Schlüsselrolle einer Morphium-Abhängigen und gab damit ihr Filmdebüt. Der Geschichte lag das gleichnamige Theaterstück von Thomas B. Foster (ein gemeinsames Pseudonym von Otto und Egon Eis) zugrunde.

## Handlung
In Salzburg, der Jedermann-Stadt, ist Festspielzeit. Die für ein Gastspiel angereiste, morphiumsüchtige Primaballerina Bozena Boroszi benötigt dringend Drogennachschub, da ihr Lieferant Brendel von der Polizei verhaftet wurde. Der verantwortungsbewusste Arzt Dr. Steininger weigert sich, ihr die Drogen zu verschreiben, macht ihr klar, dass er ihr nur helfen kann, wenn sie sich bereit erklärt, einen Entzug zu machen, und stellt ihr eine entsprechende Überweisung aus. Doch Bozena leidet derart unter dem Drogenentzug, dass sie einen anderen Weg beschreitet. Die exotische, zierliche Frau wendet sich an den jungen, verheirateten Apotheker Hans Falkner, becirct ihn, der zeitweise ihren Avancen zu erliegen droht, und entwendet in einem Augenblick der Unachtsamkeit Falkners mehrere Morphium-Ampullen aus seinem Giftschrank. Dr. Steininger, ein alter Studienfreund Falkners, glaubt nicht daran, dass Bozena lange Finger gemacht hat, sondern nimmt vielmehr an, dass sich Falkner von der Tänzerin verführen ließ und der Primaballerina das Rauschgift von sich aus gegeben hat.
Mit diesen Mutmaßungen streut er auch Zwietracht in die Ehe der Falkners, die zugleich Eltern eines noch minderjährigen Sohnes sind. Ganz uneigennützig ist Steiningers Unterstellung nicht, herrscht zwischen den beiden Männern doch seit langem eine große Rivalität. Hans Falkner hat ihm, Steininger, einst seine große Liebe Anna, nunmehr verehelichte Falkner, vor der Nase weggeheiratet. Steiningers Liebe zu Anna hat dieser Umstand jedoch keinen Abbruch getan. Auch wenn Annas Gatte nunmehr gleich zweimal unter Verdacht steht – erstens: Drogen an die Boroszi ausgegeben zu haben, und zweitens: es mit der ehelichen Treue nicht allzu ernst zu nehmen –, steht Anna Falkner treu zu ihrem Hans und weist Steininger mit seinen Versuchen, ihren Ehemann zu desavouieren, zurück. Auch Falkners Vater, der alte Sanitätsrat, selbst promovierter Mediziner, ist seinem Sohn keine wirkliche Hilfe: Der Alte hat es nie verwunden, dass Hans, anders als Dr. Steininger, es durch sein Studium nicht zum Arzt gebracht hat, sondern „nur“ Apotheker wurde. Daran trage, so der knorrige, alte Mann, einzig und allein Anna Schuld. Doch Sanitätsrat Falkner ist aufgrund seines Alters längst selbst zu einem Problemfall geworden. Dr. Steininger drängt den Kollegen dazu, endlich seinen Beruf aufzugeben, da er offensichtlich handwerkliche Fehler macht.
Einer dieser Fehler droht zur Katastrophe zu werden. Sanitätsrat Falkner stellt das titelgebende letzte Rezept aus, die Dosis ist viel zu hoch. Der alte Falkner hat der Primaballerina Boroszi irrtümlich eine tödliche Dosis Strychnin verschrieben. Anna und Hans Falkner haben es bemerkt. Hans stellt seinen Vater zur Rede, es kommt zu einer überfälligen Konfrontation: „Hast du das geschrieben?“ fragt er den Alten unter Tränen. Mehr noch als dieser fatale Irrtum scheint Hans Falkner die Tatsache aus der Bahn zu werfen, dass sein Vater, für ihn ein lebendes Denkmal, in diesem Moment seine Vorbildfunktion verloren hat. Anna Falkner geht dieser Konflikt an die Substanz, denn sie muss sich zwischen zwei einander widerstreitenden Empfindungen entscheiden: Soll die Apothekerin das Rezept nach der Vorgabe ihres Schwiegervaters anmischen und damit ihn, den Rezeptaussteller und ständigen Kritiker ihrer Ehe, ins offene Messer laufen lassen und, ein angenehmer Nebeneffekt, zugleich die mögliche Rivalin um ihren Gatten, Bozena Boroszi, dem Gifttod aussetzen? Oder soll sie ihrem Gewissen, der Moral und ihrem Berufsethos gehorchen? Anna entscheidet sich nach einem kurzen, inneren Kampf, die Vorgaben des Sanitätsrates zu ignorieren, und setzt das Medikament in der richtigen Dosierung zusammen.

## Produktionsnotizen
Die Dreharbeiten fanden im Hochsommer 1951 während der Festspiele in Salzburg (Außenaufnahmen) und in Wiesbaden (Atelieraufnahmen) statt. Die Uraufführung fiel auf den 13. März 1952 in Frankfurt am Main. Die deutsche Fernseherstausstrahlung war am 19. Februar 1962 in der ARD.
Max Koslowski war Produktionsleiter. Fritz Maurischat entwarf die von Paul Markwitz umgesetzten Filmbauten. Alfred Bücken entwarf die Kostüme, Benno Locher sorgte für den Ton. Heinz Hölscher diente Franz Weihmayr als Kameraassistent ebenso wie sein Sohn Richard „Ricci“ Weihmayr.
Es spielten die Münchner Philharmoniker unter der Leitung von Mark Lothar. Der Film erhielt das Prädikat „wertvoll“.
Das letzte Rezept war der deutsche Beitrag beim Internationalen Filmfestival von Cannes 1952.
Obwohl erst an zweiter Stelle in der Besetzungsliste genannt, bedeutete dieser Film den endgültigen Durchbruch Fischers zu einem der führenden Filmstars der Bundesrepublik in den Adenauer-Jahren (1949 bis 1963).

## Kritiken
Der Spiegel befand in seiner Ausgabe von 19. März 1952: „Tränendrüsen-Spezialist Rolf Hansen („Dr. Holl“) verfilmte Konfliktstoff Apotheker-Morphinistin nach erprobtem, ein wenig verstaubtem UFA-Erfolgsrezept. Salzburg, das ewig filmwirksame und beziehungsvolle „Jedermann“-Spiel und intensive Schauspieler, darunter die apart-fremdartige Tänzerin Sybil Verden [sic!], sind Zusatzreize des milddramatischen „Kammerspiels“. Garantiert harm- und blutlos.“
Über die Debütantin Sybil Werden schrieb Curt Riess 1958: „In jeder Szene, in der sie mitspielt, spürt man das Fremdländische, das Seltsame, das Geheimnisumwitterte um diese Frau. Sie spielt nicht, aber wenn immer sie auf der Leinwand erscheint, haben es die Anderen – und sie sind ja alle gute Schauspieler, die Hatheyer, Wery, René Deltgen, Hilde Körber – recht schwer, sich neben ihr zu behaupten. Am schwersten hat es O. W. Fischer.“
Im Lexikon des Internationalen Films heißt es: „Typischer Problemfilm der 50er Jahre: Ein Drogenfall wird zum Angelpunkt eines mit Stars routiniert inszenierten Melodrams vor effektvoller Kulisse, das dem gut unterhaltenen Publikum suggeriert, es sei Zeuge einer moralischen Auseinandersetzung.“
Auf newfilmkritik.de heißt es: „Rolf Hansen ist ein Frauenregisseur; in den 40er Jahren inszenierte er Zarah Leander, jetzt spielt Heidemarie Hatheyer Erlöserin, Mutter eines kleinen Sohnes, Ehefrau eines bübischen Ehemanns, und schließlich die große, alles entscheidende Figur. Sie geht durch hohe, enge Gassen, wird in Licht und Dunkel getaucht, wendet die Augen in Großaufnahme zum Himmel und steht im Fensterrahmen als Ikone der Reinheit. Die Räume der Apotheke und des Wohnhauses sind zwar eng und bedrückend, aber die Außenwelt ist noch viel bedrohlicher.“